# Colin Newman
Colin Newman (* 16. září 1954) je anglický zpěvák a kytarista.

## Život
Narodil se roku 1954 ve městě Salisbury v hrabství Wiltshire na jihu Anglie. Studoval na umělecké škole a ve svých 21 letech se usadil v Londýně. Zde roku 1976 založil původně punkrockovou, později post-punkovou, skupinu Wire. Po vydání tří alb se skupina roku 1980 rozpadla a Newman ještě téhož roku vydal své první sólové album s názvem A–Z. Vydala jej společnost Beggars Banquet Records a o produkci se staral Mike Thorne, který již v minulosti spolupracoval s Wire. Jeho druhá sólová nahrávka, která je celá instrumentální, dostala název Provisionally Entitled the Singing Fish a vydala ji následujícího roku společnost 4AD. Třetí album Not To vydal roku 1983 a roku 1986 následovalo další, nazvané Commercial Suicide. Mezitím byla obnovena skupina Wire a Newman se tak, přestože ještě vydal několik sólových nahrávek, věnoval převážně skupinovým projektům. Později působil například ve skupinách Immersion a Githead.

## Sólová diskografie
- A–Z (1980)
- Provisionally Entitled the Singing Fish (1981)
- Not To (1983)
- Commercial Suicide (1986)
- It Seems (1988)
- Bastard (1997)